# 国民音楽協会
国民音楽協会（こくみんおんがくきょうかい、フランス語: Société Nationale de Musique）は、1871年2月25日に、フランスの音楽と新進作曲家を公衆に広めるために設立された文化団体ならびにその名称である。標語は「ガリアの芸術（ラテン語: "Ars gallica"）」であった。

## 設立の背景
普仏戦争（独仏戦争、1870年 - 1871年）において首都パリをプロイセンをはじめとするドイツ諸国（1871年1月18日からはドイツ帝国）の軍に包囲されたフランスは、1871年1月28日に降伏した。その約1か月後に設立された「国民音楽協会」が、入会資格をフランス国籍を持つ者に限定し、フランスの存命作曲家の作品だけを演奏する方針をとったことは、敗戦のショックによってまき起こったナショナリズムの高揚を背景としている。
これとは別に、オペラや舞台作品を中心とするフランス音楽界にあって日の目を見ることの少なかった、管弦楽や室内楽を中心に作曲する音楽家たちによる状況打破の動きも、協会の設立を促した。

## 概要
共同総裁を務めるロマン・ビュシーヌとカミーユ・サン＝サーンスが発起人となり、草創期にはセザール・フランクやエルネスト・ギロー、ジュール・マスネ、ジュール・ガルサン、ポール・ラコンブ、ガブリエル・フォーレ、アレクシス・ド・カスティヨン、アンリ・デュパルク、テオドール・デュボア、ポール・タファネル、エドゥアール・ラロ、ジョルジュ・ビゼーらが会員に連なった。「国民音楽協会」は、ドイツ音楽の伝統とは対照的に、器楽曲よりも声楽曲や舞台音楽に肩入れしがちなフランス楽壇への反撥であると看做された。
1871年11月17日に最初の演奏会が催され、フランクの《ピアノ三重奏曲 変ロ長調》やデュボアの2つの歌曲、カスティヨンの《古風な様式による5つの小品》、ガルサンの《ヴァイオリン協奏曲》（ピアノ伴奏版）、マスネの《テノールのための即興曲》や、サン＝サーンスの2台ピアノのための《英雄行進曲（Marche héroïque）》が上演された。
協会の演奏会は、管弦楽曲の際にはサロン・プレイエルやサル・エラールで、オルガン曲の際にはサン・ジェルヴェ教会で行われた。協会の財源は限られていたものの、出演者はサラサーテやイザイ、ランドフスカら一流の奏者が顔を揃えた。
1880年代になると、初めて国外の作曲家の楽譜も受理されるようになり、1883年から歿年までエルネスト・ショーソンが書記長を務めた。世紀末になるまでに、来たる世代の作曲家が受け容れられ、ドビュッシーやラヴェルも入会した。
1886年に、外国人の作品の紹介をめぐって決定的な亀裂が生じ、保守的なサン＝サーンスがフランクやダンディらを攻撃した。フランクが総裁に選ばれるとビュシーヌとサン＝サーンスは辞任した。1890年にフランクが他界すると、ダンディが後任総裁となった。ラヴェルは、いくつかの非友好的な出来事を経験して退会し、新たに「独立音楽協会」を設立した。同協会とのいざこざや、新作の提出がなくなるなど、徐々に活動が低調になっていたが、1930年代にオリヴィエ・メシアンらの新会員の獲得によって、新たに息を吹き返した。

## 国民音楽協会演奏会によって初演された作品
（）内は初演の年
- サン＝サーンス：交響詩『オンファールの糸車』 （1871年）
- サン＝サーンス：交響詩『ファエトン』 （1873年）
- ダンディ：『ヴァレンシュタインの陣営』 （1880年）
- フランク：交響詩『呪われた狩人』 （1883年）
- ドビュッシー：『牧神の午後への前奏曲』 （1894年）
- デュカス：交響詩『魔法使いの弟子』 （1898年）

その他、室内楽の分野でも1909年までに150曲を越える作品が初演された。
結果として、国民音楽協会はフランスにおける器楽の隆盛に大きな役割を果たすこととなった。

## （参考）国民音楽協会が関与していない19世紀末フランスの主要管弦楽作品
- シャブリエ：狂詩曲『スペイン』 （1883年、シャルル・ラムルーのオーケストラ（コンセール・ラムルーの前身）のための作品）
- サン＝サーンス：交響曲第3番『オルガン付き』 （1886年、ロンドン・フィルハーモニック協会（イギリス）の委嘱作品）
- フランク：交響曲ニ短調 （1888年、パリ音楽院演奏協会の委嘱作品）